# Литература Древнего Египта
Литерату́ра Дре́внего Еги́пта — литература, написанная на египетском языке с додинастического периода Древнего Египта до конца римского господства. Вместе с шумерской литературой считается первой литературой мира:20.
Письмо в Древнем Египте, иероглифическое и иератическое, впервые появилось в конце 4-го тысячелетия до н. э. в последней фазе додинастического Египта. К периоду Старого царства (XXVI–XXII века до н. э.) в литературное творчество входили погребальные тексты, письма, религиозные гимны, стихи и памятные автобиографические тексты, рассказывающие о карьерах выдающихся вельмож. Только в начале Среднего царства (XXI–XVII века до н. э.) была создана повествовательная литература. Это была «революция средств», которая по словам Ричарда Паркинсона, была результатом возвышения интеллектуального класса писцов, новых культурных чувств индивидуальности, беспрецедентных уровней грамотности и большего доступа к письменному материалу:64-66. Однако, возможно, что грамотно было менее одного процента всего населения. Таким образом, литературное творчество принадлежало классу писцов, работавших при архивах, канцеляриях и при дворе правящего фараона. Тем не менее, среди современных египтологов нет полного консенсуса о зависимости древнеегипетской литературы от социально-политического строя царских дворов.
Среднеегипетский язык, устная речь Среднего царства, стал классическим языком во время Нового царства (XVI—XI века до н. э.), когда просторечный новоегипетский язык впервые появился в письменной форме. Писцы Нового царства канонизировали и переписали много литературных текстов на среднеегипетском, который остался языком, употребляемым для устного чтения иероглифических текстов. Некоторые жанры литературы Среднего царства, как, например, поучения и рассказы, остались популярны в Новом царстве. Среди рассказов были популярны: «Сказание Синухе», «Красноречивый поселянин», а среди назидательных текстов — «Поучение Аменемхета» и «Поучение верноподданного». В период Нового царства процветал новый жанр литературы, памятные надписи на стенах храмов и саркофагов, но с шаблонными фразами как в других жанрах. Указание авторства оставалось важным только в некоторых жанрах, тогда как тексты «поучения» писались под псевдонимами и ложно приписывались известным историческим деятелям. Жанр пророческого текста возродился только в Эллинистическом Египте (IV–III века до н. э.).
Древнеегипетские тексты выполнялись на каменных стелах, свитках из папируса, известняковых и керамических остраконах, деревянных дощечках, монументальных каменных зданиях и саркофагах. Сохранившиеся до наших дней тексты представляют лишь малую часть литературного материала Древнего Египта. Влажный климат поймы Нила не способствовал сохранению папирусов и надписей на них. С другой стороны, в поселениях на пустынных окраинах египетской цивилизации археологи открыли через тысячи лет множество тайных складов литературы.

## Письменность, средства написания и языки

### Иероглифика, иератика и демотика
К периоду Раннего царства в конце 4-го тысячелетия до н. э. иероглифика и курсивная форма иератики стали хорошо устоявшимися видами письменности:10-12:7-10:2:1-2, 6. Иероглифическое письмо состоит из небольших рисунков предметов:13:28:3. Например, иероглиф, изображающий задвижку (𓊃, «s»), обозначает звук «с». При сочетании этого иероглифа с другими, он представляет собой абстрактные понятия, такие, как горе, счастье, красота и зло:13. На Палетке Нармера, выполненной около 3100 года до н. э., в последней фазе додинастического Египта, при написании имени Нармера используются иероглифы, изображающие сома и долото:11:72.
Египтяне называли иероглифы «словами бога» и использовали их для высоких целей, например, чтобы общаться через погребальные тексты с богами и духами в загробной жизни:73:10:22, 47:2. Каждое иероглифическое слово и означало особый предмет, и воплощало в себе сущность этого предмета, признавая его созданным при вмешательстве божьей силы и принадлежащим к большему космосу:10. Через действия жреческого обряда, как, например, воскурение фимиама, жрец открывал для чтения духам и божествам иероглифы, украшающие поверхности храмов:63-64. В погребальных текстах Двенадцатой династии появляются утверждения, что искажение и даже пропуск особых иероглифов приносило последствия, или хорошие или плохие, для покойного жителя гробницы, процветание в загробной жизни души которого зависело от текстов. Искажение иероглифа ядовитой змеи или другого опасного животного удаляло потенциальную угрозу. Однако, удаление каждого экземпляра иероглифов, изображающих имя умершего, по верованиям египтян, лишало его души умения читать погребальные тексты и осуждало эту душу на неодушевленное существование:101-103:71.
Иератика является упрощённой, скорописной формой египетских иероглифов:19:6:8-9. Как и иероглифы, иератика использовалась в священных и религиозных текстах. К первому тысячелетию до н. э. каллиграфическая иератика стала шрифтом, преимущественно использовавшимся в погребальных папирусах и храмовых свитках:19. Тогда как написание иероглифов требовало предельной точности, скорописная иератика выполнялась гораздо быстрее и поэтому использовалась для ведения учёта писцами:22-23. В первую очередь она служила скорописным шрифтом для не фараоновских, не монументальных и менее официальных писаний: писем, юридических документов, стихов, налоговых отчётов, медицинских текстов, математических трактатов и учебных текстов:73:22-23, 91-92:1-2:6. Существовало два стиля иератики: один был более каллиграфический и обычно использовался для правительственных отчётов и литературных рукописей, другой — для неофициальных счетов и писем:73-74:19.
К середине I-го тысячелетия до н. э. иероглифика и иератика ещё использовались для царских, монументальных, религиозных и погребальных текстов, в то время как новый, ещё более скорописный шрифт использовался для неофициального, повседневного письма — демотика:19. Окончательным шрифтом, принятым древними египтянами, было коптское письмо — адаптированный вариант греческого алфавита:17. Коптский алфавит стал стандартом в IV веке н. э., когда христианство стало государственной религией всей Римской империи; иероглифы были отброшены как идолопоклоннические изображения языческой традиции, непригодные для написания библейского канона:17.

### Инструменты и материалы написания
Тексты выполнялись самыми разнообразными приспособлениями. Наряду с долотом, необходимым для вырезания надписей на камне, главным инструментом для письма в древнем Египте была тростниковая палочка:17-19:6 . Тростниковые палочки обмакивали в пигменты: чёрный (уголь) и красный (охру) — для записи на свитках папируса — тонкого материала, изготовленного при сбивании полос сердцевины стеблей растения Cyperus papyrus, а также на небольших керамических или известняковых черепках:19, 169:6:8-9. Папирусные свитки были довольно дорогими, поэтому многие из них являются палимпсестами — рукописями, в которых более старый текст смыт или соскоблен, чтобы освободить место для нового:4. Это явление, вместе с практикой отрывания частей папирусных документов для более маленьких писем, говорит о том, что была сезонная нехватка папируса, вызванная ограниченным вегетационным периодом растения Cyperus papyrus:4. Это также объясняет частое использование остраконов и известняковых обломков для написания на них более коротких письменных работ:4-5 . Кроме камня, керамических остраконов и папируса писали на дереве, слоновой кости и гипсе:5-6:5.
К римскому периоду традиционная египетская тростниковая палочка была заменена распространённой в греко-римском мире — более короткой, толстой тростниковой палочкой с расщеплённым кончиком. Кроме того, от египетских пигментов отказались в пользу греческих чернил на основе свинца. Принятие греко-римских письменных принадлежностей оказало влияние на египетский почерк, так как иератические знаки стали более широко расположенными, с более круглыми росчерками и с большей угловой точностью:169.

### Сохранение письменных материалов
Подземные египетские гробницы, построенные в пустыне, предоставляют, возможно, наиболее подходящие условия для сохранения папирусных документов. Например, существует много хорошо сохранившихся погребальных папирусов «Книги мёртвых», которые помещались в гробницах, чтобы служить руководствами в загробной жизни душам умерших обитателей. Однако, размещение в погребальных камерах нерелигиозных папирусов было принято только в конце Среднего царства и в первой половине Нового царства. Таким образом, большинство хорошо сохранившихся литературных папирусов относятся к этому периоду:14.
Большинство поселений в Древнем Египте были расположены на аллювие поймы Нила. Эта влажная среда неблагоприятна для долгосрочного сохранения папирусных документов. Археологи обнаружили большее количество папирусных документов в пустынных поселениях на возвышенной над поймой земле и в поселениях, не имевших ирригационных сооружений, таких как Элефантина, Эль-Лахун и Эль-Хиба:2-3.
Тексты на более долговечном материале также были утрачены. Камни с надписями часто повторно использовались в качестве строительных материалов, и чернила на остраконах сохранились лишь в сухих средах. В то время как папирусные свитки, как правило, хранились в коробках, остраконы обычно выбрасывались как мусор. Одна из мусорных ям, случайно обнаруженная в деревне Рамессидской эпохи Дейр-эль-Медина, содержала множество частных писем на остраконах:4-5. Здесь были обнаружены письма, гимны, художественная литература, рецепты, квитанции и завещания:93-94. Пенелопа Уилсон сравнивает эту археологическую находку со современной свалкой или контейнером для отходов:91-93. Она отмечает, что жители Дейр-эль-Медины были очень грамотны по древнеегипетским стандартам, и предупреждает, что такие находки бывают только «в редких обстоятельствах и при определённых условиях»:91-93:132-133.
Джон У. Тейт подчёркивает, что «египетские материалы сохранились очень неравномерно <…> Эта неравномерность относится как к времени, так и к пространству». Он отмечает, что в то время, как некоторые тексты были скопированы несколько раз, другие известны только в единственном экземпляре. Например, есть только одна полная копия «Сказки о потерпевшем кораблекрушение» эпохи Среднего царства:298-299. Однако, эта сказка также появляется во фрагментах текстов на остраконах во время Нового царства. Много других литературных произведений сохранились только во фрагментах или в неполных копиях утраченных оригиналов:17-18:3-4.

### Стадии египетского языка
Хотя письмо впервые появилось в самом конце 4-го тысячелетия до н. э., оно использовалось только для передачи коротких имён и надписей. Связанные тексты не появлялись примерно до 2600 года до н. э., до начала Древнего царства. Это событие ознаменовало начало первой известной фазы египетского языка: древнеегипетский язык. Древнеегипетский оставался устным языком примерно до 2100 года до н. э., затем, в начале Среднего царства, он развился в среднеегипетский:1. Хотя среднеегипетский был тесно связан с древнеегипетским, позднеегипетский значительно отличался в грамматической структуре. Позднеегипетский появился в качестве разговорного языка возможно уже в 1600 г. до н. э., но не использовался как письменный язык примерно до 1300 г. до н. э., до амарнского периода Нового царства:119. В VII столетии до н. э. позднеегипетский постепенно превратился в демотику, и, хотя демотика оставалась разговорным языком до V века н. э., она была постепенно заменена коптским языком, начиная с I века н. э.:1.
Иератика использовалась наряду с иероглифами для письма на древнеегипетском и среднеегипетском языках, становясь доминирующей формой письма в позднеегипетском языке:6. Ко времени Нового царства и на протяжении остальной истории Древнего Египта среднеегипетский стал классическим языком, использовавшимся, как правило, для чтения и письма иероглифами:1, 5-6:4. Он оставался устным языком для более возвышенных форм литературы, таких как исторические документы, памятные автобиографии, религиозные гимны и погребальные заклинания:5:4. Однако, в поздний период литература Среднего царства, написанная на среднеегипетском, также была переписана иератикой:61.

## Функции литературы
На протяжении древнеегипетской истории, чтение и письмо являлись основными требованиями для службы в государственных учреждениях, хотя правительственные чиновники получали помощь в повседневной работе от элитной, грамотной социальной группы—писцов:19-20, 96-97:6-7. Как видно из папируса Анастаси II, периода Раммесидов, писцам надо было уметь «организовать раскопки озера и строительство кирпичного пандуса, определять число мужчин на транспортировку обелиска и организовать снабжение военного похода»:96, для чего надо было владеть счётом и умением вести записи. Кроме того, неся придворную службу, писцы также оказывали услуги неграмотным людям в составлении писем, рекламных материалов и юридических документов:7-8. Грамотные люди, как полагают, составляли лишь 1 % населения:66-67:7-8, остальная часть населения включала неграмотных крестьян, пастухов, ремесленников и других рабочих:23-24, а также торговцев, которым нужна была помощь писцов:95. Привилегированный статус писца является предметом популярного в период Раммессидов учебного текста «Поучение Ахтоя»(папирус Салье II), в котором автор высмеивал тяжесть профессий скульптора, столяра, гончара, рыбака, земледельца, гонца и др. в противовес профессии писца:96-98.
Писцы были ответственны за сохранение, передачу и канонизацию литературной классики, а также за написание новых сочинений:50:119-121. Ученики, переписывающие классические произведения вроде «Сказания Синухе» и «Поучения Аменемхета», изучали правила написания и осваивали необходимые этические и моральные ценности, отличавшие класс писцов от других классов:53-54:97-98:119-121. С учебной целью выбирали такие тексты, которые служили образцами хорошего языка и помогали научиться правильно и красиво выражать свои мысли. Большинство ученических текстов, написанных на остраконах в период Среднего царства, написаны в жанре поучений (sb3 jt). Поучения считались наиболее подходящими учебными текстами для того, чтобы подрастающее поколение полностью разделяло взгляды на жизнь своего сословия. В них не только проповедовались правила поведения, но и давались советы как следует служить и как вести себя с начальством, чтобы достигнуть почестей и богатства. Рассказы, такие как «Сказание Синухе» и «Рассказ о Неферкара и полководце Сисине», редко употреблялись для школьных упражнений до времени Нового царства:54-55. Однако, эти рассказы тоже имели дидактический характер, и главные герои обычно воплощали в себе общепринятые добродетели эпохи, такие как любовь к родине или уверенность в своих силах:5-6.
Грамотные египтяне вне писцовой профессии также имели доступ к классической литературе. Делая выговор сыну в письме, чертёжник Менена, живший в Дейр-эль-Медине во время XX династии, процитировал отрывки из произведений Среднего царства «Красноречивый поселянин» и «Сказки о потерпевшем кораблекрушение». Писцы иногда отрицательно относились к такому любительскому использованию классики. В сатирическом письме Хори, современник Менены сделал получателю выговор за цитирование «Поучения Харджесефа» в неприличной манере полуобразованного непрофессионала. Ханс-Вернер Фишер-Эльферт предполагает, что писцы особенно беспокоились злоупотреблением отрывков вне контекста, считая, что лучше заучивать и стараться понять классические произведения в целом:121-122.
Древнеегипетская литература и искусство содержат скудные, но твёрдые доказательства существования практики устного чтения текстов:78-79; например, на картинах погребальных лодок изображены люди, читающие папирусные тексты вслух:76-77, 83. Египетское слово šdj «читать вслух» было связано с биографиями, письмами, и заклинаниями:78-79. Пение (ḥsj) предназначалось для песен восхваления, песен о любви, погребальных плачей и определённых заклинаний:78-79. В цикле рассказов I века до н. э. каждый рассказ начинается с фразы «голос, который перед фараоном», которая указывает, что текст читался вслух перед аудиторией:93. В некоторых текстах упоминается вымышленная аудитория высокопоставленных чиновников и придворных людей, но возможно, что более широкая, неграмотная аудитория тоже принимала участие. Например, на погребальной стеле Сенусерта I (1971—1926 годы до н. э.) прямо говорится о том, что люди будут собираться и слушать как писец читает надпись стелы вслух:80-81.
Литература также служила религиозным целям. Начиная с «Текстов пирамид» Древнего царства, произведения погребальной литературы на стенах гробниц, на саркофагах и на папирусах, предназначались для защиты и воспитания души в загробной жизни. В эти надписи входили магические заклинания, заговоры и лирические гимны:51–56, 62–63, 68–72, 111–112:240-243.
Хотя созданием литературы занимались преимущественно писцы-мужчины, кажется, что некоторые тексты были написаны женщинами. Например, сохранилось несколько писем, посланных и полученных женщинами, и в разных текстах говорится о женщинах, пишущих письма:1, 9, 122-123. Однако Эдвард Ф. Уент утверждает, что возможно женщины не писали сами в этих случаях, а нанимали писцов:9.

## Датирование и авторство
Древнеегипетская художественная литература не была зафиксирована в письменной форме до начала двенадцатой династии Среднего царства. Тексты Старого царства использовались главным образом для поддержания божественного культа, для сохранения души в загробной жизни и для личного бухгалтерского учёта. Только в Среднем царстве тексты были написаны с целями развлечения и удовлетворения интеллектуального любопытства:102.  Ричард Паркинсон и Моренц также полагают, что письменные произведения Среднего царства являлись транскрипциями устной литературы Древнего царства:102. По крайней мере известно, что некоторые устные стихи были перенесены в письменную литературу. Например, песни носителей носилок были сохранены в письменной форме в могильных надписях Древнего царства:102.
Датирование текстов с помощью палеографических и орфографических методов проблематично из-за различных стилей иератического письма. Более того, некоторые авторы, возможно, копировали характерный стиль старших архетипов:47-48. Места действия повествований часто были удалены во времени и пространстве; использование современных сюжетов в художественной литературе было относительно недавним явлением:45-46:103-104. Например, авторы Среднего царства могли писать вымышленные тексты мудрости, действия которых происходят в золотом веке Древнего царства (например, «Поучения Кагемни», «Поучения Птаххотепа» и «Пророчество Неферти») или могли создавать действия, разворачивающиеся в более хаотической атмосфере Первого переходного периода (например, «Поучение Мерикара» и «Красноречивый крестьянин»:101-102). Другие рассказы разворачиваются в неопределимой эпохе и содержат вневременные темы:104-107.
Ричард Паркинсон пишет, что почти все литературные тексты писались под псевдонимами, а часто ложно приписывались к таким известным людям более ранней истории, как фараоны и визири:75-76. Только произведения таких литературных жанров как поучения и жалобный дискурс иногда приписывались историческим авторам. Тексты в жанре повествовательного рассказа никогда не писались под именем известной исторической личности:75-76:120. Джон У. Тейт утверждает, что в классический период египетские писцы выражали своё мнение об истории роли писцов в авторстве текстов[что?], но в поздний период религиозная элита в храмах контролировала интерпретацию авторства:12-13.
Было несколько исключений из правила использования псевдонимов. Настоящие авторы некоторых текстов рамессидского периода оставляли подписи, но эти случаи были редки:238-239. Авторы частных и иногда образцовых писем обычно оставляли подписи. Частные письма могли использоваться в суде как доказательства, так как почерк каждого человека считался уникальным:7. Частные письма, полученные или написанные фараоном, иногда вписывались иероглифами на каменных памятниках в честь монархии, а фараоновские указы часто оглашались путём написания на каменных стелах :17-18.

## Литературные жанры и темы
Единственным жанром литературы, прямо упомянутым древними египтянами, был жанр поучений:110:5-6:122-123. Остальная жанровая классификация была сделана современными египтологами:3:122-123. Большинство текстов писалось в стихах, но некоторые повествовательные рассказы писались в прозе. Большинство древнеегипетских стихов были в форме двустиший, но иногда использовались и трёхстишия, и четверостишия:16.

### Поучительная литература
Жанр поучений (или указаний, инструкций), а также жанр размышляющего дискурса могут быть сгруппированы в рамках более широкого корпуса литературы мудрости, распространённой в древности на Ближнем Востоке:110. Жанр имеет дидактический характер и, как полагают, входил в Среднем Царстве в программу образования писца:110, 235. Тем не менее, поучения часто включают в себя повествовательные элементы развлекательного характера:110, 235. Есть доказательства того, что тексты поучений были созданы в первую очередь не для использования в образовании, а в идеологических целях:236-237. Например, Адольф Эрман пишал, что вымышленное поучение Аменемхета I (ок. 1991—1962 гг. до н. э.) своим сыновьям «далеко выходит за рамки школьной философии, и не имеет никакого отношения к школе предупреждение своих детей быть верными царю». В то время как повествовательная литература (как, например, «Красноречивый крестьянин») подчеркивает тему индивидуального героя, бросающего вызов обществу и принятым идеологиям, тексты поучения, напротив, подчеркивают необходимость соблюдения принятых догм.
Ключевыми словами учебных текстов являются «знать» (rh) и «обучить» (sba.yt):110. Эти тексты обычно имеют шаблонное название «поучение, сделанное X-ом для Y-а», где X может быть авторитетной фигурой (например, визирем или фараоном), дающим моральное указание своему сыну или своим сыновьям:6. Иногда трудно определить, сколько имеется вымышленных адресатов, так как в одном тексте иногда используется и единственное, и множественное числа.
В качестве примеров текстов в жанре поучений можно назвать «Поучения Птаххотепа», «Поучения Кагемни», «Поучение Мерикара», «Поучение Аменемхета», «Поучение Харджедефа», «Поучение верноподданного», и «Поучение Аменемопе»:313-319:159–200, 241–268. Сохранившиеся от Среднего царства поучительные тексты преимущественно написаны на папирусах:235-236, хотя обрывочные их варианты имеются на остраконах и дощечках.
Самый ранний пример деревянной школьной доски с копией учебного текста (поучения Птаххотепа) восходит к XVIII династии:235-236. Поучения Птаххотепа (целиком) и Кагемни (две последние страницы) найдены на папирусе Присса, написанном при XII династии во времена Среднего царства (около 1991—1783 гг. до н. э.). «Поучение верноподданного» сохранилось на заупокойной стеле казначея Сехетепибре времени XII династии:318-319 и в 69 копиях Нового царства. Поучения Мерикара, Аменемхета и Харджедефа являются подлинными текстами Среднего царства, но сохранились в копиях Нового царства. Поучение Аменемопе является компиляцией Нового царства:241.

### Повествовательная литература
Сказки и рассказы являются, вероятно, наименее представленным жанром из сохранившейся литературы Среднего царства и среднеегипетского языка:109. С раммесидского периода Нового царства до позднего периода Древнего Египта повествовательная литература составляет большинство сохранившихся литературных произведений:125. Среди важных рассказов можно назвать такие произведения как «Сказка о дворе царя Хеопса», «Царь Неферкаре и генерал Сасенет», «Красноречивый крестьянин», «Сказание Синухе» и «Сказка о потерпевшем кораблекрушение»:294-295. Повествовательный корпус Нового царства составляют «Правда и Кривда», «Обречённый принц», «Повесть о двух братьях», «Путешествия Уну-Амона» и «Взятие Юпы».. Среди рассказов от I-го тысячелетия до н. э., написанных демотикой, можно назвать рассказ «Стела голода» (написанный при Птолемеях, но с сюжетом о Древнем царстве) и циклы рассказов птолемеевского и римского периодов, которые преобразуют в вымышленных, легендарных героев известных исторических деятелей, таких как Хаэмуас (XIX династии) и Инар (правитель) (первого персидского периода). До этого в рассказах на новоегипетском языке авторы чаще всего использовали божественных героев и мифологические места:5-6...
Сатирическая литература представлена в ряде летописных памятников и рисунков на папирусах и остраконах: например, «Сатира на профессии» Среднего царства и Сатирический папирус эпохи Рамессидов (ок. 1150 года до н. э.).

### Плачи, беседы, диалоги и пророчества
К жанру Среднего царства «пророческих текстов», «плачей», «бесед», «диалогов» или «апокалиптической литературе», принадлежат такие произведения, как «Речение Ипувера», «Пророчество Неферти» и «Беседа разочарованного со своим Ба» (по-видимому, относящиеся к Первому переходному периоду). Насколько известно, этот жанр не имел прецедентов в Древнем царстве, и никаких оригинальных сочинений не было написано в Новом царстве:103. Тем не менее, произведения как «Пророчество Неферти» часто копировались в Рамессидский период Нового царства:6-7, когда этот жанр Среднего царства был канонизирован, но прекращён:232-233. Египетская пророческая литература возродилась во время правления греческой династии Птолемеев и в римский период, когда написаны были такие произведения, как «Демотическая хроника», «Оракул ягнёнка», «Оракул горшечника» и два пророческих текста, в которых главным героем является Нектанеб II (ок. 360—343 до н. э.). Наряду с поучительными текстами, эти тексты входят в категорию литературы мудрости, распространённой на Ближнем Востоке:110.